# Chiquinha Gonzaga
Francisca Edviges Neves Gonzaga, mais conhecida como Chiquinha Gonzaga (Rio de Janeiro, 17 de outubro de 1847 – Rio de Janeiro, 28 de fevereiro de 1935), foi uma compositora, instrumentista, maestrina e abolicionista brasileira.
Pioneira musicista, Chiquinha foi a primeira pianista chorona (musicista de choro), autora da mais conhecida marcha carnavalesca com letra ("Ó Abre Alas", 1899) e também a primeira mulher a reger uma orquestra popular no Brasil. Em uma época em que imperavam as valsas, polcas e tangos no cenário musical de elite no Brasil, Chiquinha incorporava em suas composições a diversidade encontrada na música das classes mais baixas. Foi também pioneira na defesa dos direitos autorais de músicos e autores teatrais. Neta de escravizados, Chiquinha foi uma militante abolicionista, usando o dinheiro que ganhava na música para ajudar movimentos abolicionistas e comprar alforria de escravizados. A necessidade de adaptar o som do piano ao gosto popular rendeu-lhe o reconhecimento como primeira compositora popular do Brasil.
No Passeio Público do Rio de Janeiro há uma herma em sua homenagem, obra do escultor Honório Peçanha. Em maio de 2012 foi sancionada a Lei 12 624, que instituiu o Dia da Música Popular Brasileira, comemorado no dia de seu aniversário.

## Biografia

### Família e primeiros anos
Chiquinha nasceu no Rio de Janeiro, em 1847. Era filha de José Basileu Neves Gonzaga (1817 - 1891), então major do Exército Imperial Brasileiro, e de  Rosa de Lima Maria  - esta, filha de Tomásia, uma mulher preta escravizada. Ainda muito nova, Rosa começou a se relacionar com José Basileu, proveniente de uma ilustre e rica família. Ela engravidou de Basileu pela primeira vez aos 15 anos e aos 16 já era mãe de Mamede. Basileu reconhecia os filhos apenas durante ou depois do batismo. Em seguida nasceria Joana.

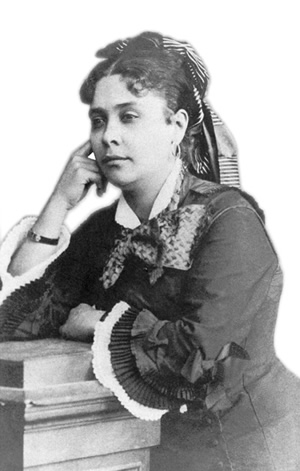
Chiquinha em 1877

Chiquinha, além dos dois irmãos mais velhos, tinha também mais quatro irmãos mais novos: Juca (José Basileu Filho), com nove anos, José Carlos, com dois anos, e o recém-nascido Feliciano. Os irmãos Mamede e Joana, nascidos antes, e Tomásia, nascida em 1853, parecem não ter vingado, pois não se tem mais notícias deles nas memórias da família. O casal ainda teria mais tarde Rosa, Joana e Nicolau Tolentino.
Figuras ilustres do Império pertenciam à família de origem de José Basileu. Seu pai, Feliciano José Neves Gonzaga, se casou com Joana Perpétua da Costa Barros, de alta linhagem, em 1814, Joana era prima de Joana Maria da Fonseca Costa, avó de Luís Alves de Lima e Silva, Duque de Caxias, e irmã de Maria Balbina da Costa Barros, de quem descendiam Manuel Antônio da Fonseca Costa, Marquês da Gávea, e João de Sousa da Fonseca Costa, Visconde da Penha.:p.21 
José Basileu entrou para o Exército Imperial aos 17 anos. Fez o curso completo na Escola Militar, tornando-se bacharel em matemática e ciências físicas. Falava e escrevia em latim, francês e inglês e teve uma carreira militar sem maiores problemas, chegando ao posto de marechal de campo, condecorado com as comendas das ordens do Cruzeiro e da Rosa, além de medalhas alusivas às campanhas da Cisplatina e do Paraguai.
Contrariando a própria família, José Basileu casou-se com Rosa Maria após o nascimento de Francisca, o terceiro parto de Rosa e mais uma menina que nasceu desta relação. O parto de Chiquinha foi difícil, deixando a mãe, a avó, dona Tomásia e a parteira aflitas. Temendo que Francisca não sobrevivesse, chamaram o reverendo Jerônimo, da igreja de Santana, para batizar o bebê. Ela foi chamada de Francisca Edviges, como a santa. Basileu, que desde os 22 anos já era oficial do Imperial Corpo de Engenheiros do Exército, estava fora do Rio de Janeiro nessa época. Regressou com uma licença de três meses para tratamento de saúde concedida pelo presidente da Província de Pernambuco, para onde fora enviado em comissão ativa.
| “ | Aos dezesseis dias do mês de junho de mil oitocentos e quarenta e oito nesta freguesia quis unicamente os Santos Óleos, por ter sido batizada em perigo de vida pelo Reverendo Jerônimo Máximo Rodrigues Cardim, a inocente Francisca, nascida em dezessete de outubro do ano próximo passado, filha natural de Dona Rosa Maria de Lima, solteira: foi protetora Nossa Senhora das Dores, e padrinho Antonio Eliseu Neves Gonzaga; e nesta ocasião compareceu José Basileu Neves Gonzaga e em minha presença e das testemunhas com ele abaixo assinadas, que disseram reconhecê-lo pelo próprio, disse que a inocente Francisca era sua filha, por tal a tinha, reconhecia e legitimava, como se nascesse de legítimo Matrimônio e para qualidade deste termo assinou comigo, e as testemunhas que foram: o Dr. Antonio Felix Martins e Mamede José da Silva Passos de que fiz este assento que assinei. | ” |

A família se opunha à relação de Basileu e Rosa, mas dois irmãos seus participaram dos batismos de seus filhos: José Feliciano Filho foi sua testemunha no batismo do primogênito Mamede, e Antonio Eliseu foi padrinho de Francisca. Com três filhos e uma esposa, Basileu precisava se garantir na corporação militar. Assim, solicitou vencimento do soldo integral logo após seu retorno ao Rio de Janeiro, já que sua licença lhe permitia apenas meio soldo, o que julgava insuficiente.
Porém, o brigadeiro rejeitou o requerimento e exigiu uma inspeção de saúde do oficial, para verificar se seu estado requeria realmente a licença. Assim, Basileu recorreu ao general Duque de Caxias, seu parente e protetor, que lhe assegurou os vencimentos integrais e ainda o dispensou da inspeção. Um mês depois, Basileu foi nomeado como desenhista do arquivo militar, conseguindo assim uma permanência remunerada na corte imperial.
Chiquinha cresceu em uma família de pretensões aristocráticas e teve uma educação que obedecia rigorosamente aos padrões impostos pela estrutura familiar patriarcal da sociedade escravocrata. Mas essa educação aconteceu em um período de intensa transição e transformação social. O Rio de Janeiro começava a ganhar contornos cosmopolitas e sofisticados desde a chegada da família real em 1808, trazendo uma corte e intelectuais estrangeiros que introduziram novos hábitos na cidade. Era uma época em que mulheres (aristocratas e cortesãs) passavam a fazer parte do cenário carioca, extrapolando os tradicionais papéis femininos de mãe e esposa.
Apesar das dificuldades de inserção da família Gonzaga no pequeno círculo da alta sociedade carioca - sobretudo em razão das origens de Rosa -,  Basileu, um homem culto e bem instruído, esforçava-se para dar aos filhos a melhor educação, em especial às meninas, de modo que pudessem fazer bons casamentos. Para o ensino das primeiras letras a Chiquinha, contratou um clérigo, o cônego Trindade. Além da escrita, da leitura, do cálculo e do catecismo, a jovem aprendeu também alguns idiomas. E, para completar a formação da filha, José Basileu também contratou o maestro Elias Álvares Lobo para dar aulas de piano à menina.
O ambiente musical na casa dos Gonzaga era farto e animado. Eram comuns as visitas de seu tio paterno e padrinho de batismo, o flautista Antonio Eliseu. Sob sua coordenação, na festa de Natal de 1858, Chiquinha apresentou sua primeira composição, Canção dos pastores', uma loa ao Menino Jesus com versos do irmão Juca. Uma produção infantil, com melodia singela e versos ingênuos, mas que marcou sua estreia na música, ainda que em casa.
Além das aulas repletas de composições clássicas, Chiquinha também tinha acesso à moda musical da época e ao repertório popular. Provavelmente teve contato com as músicas populares, que influenciariam sua carreira no futuro, como as rodas de lundu, umbigada e outros ritmos oriundos da África.
Quando Chiquinha tinha 12 anos, José Basileu decidiu legalizar sua união com Rosa e assim legitimar o nascimento dos filhos. Não se sabe o motivo, mas ele apelou à Câmara Eclesiástica para obter um “casamento oculto”.
| “ | Ilustríssimo Excelentíssimo e Reverendíssimo Senhor Bispo Conde de Irajá. O Major José Basileu Neves Gonzaga, querendo casar-se com Rosa de Lima Maria, pelos motivos que expôs em confissão a Vossa Excelência Reverendíssima sábado quatro do corrente, e desejando pelas razões que tem a honra de submeter ao juízo esclarecido de Vossa Excelência Reverendíssima que este ato seja praticado com todo o segredo, pede a Vossa Excelência Reverendíssima se digne autorizar o Reverendo Padre Manoel Alves Carneiro, que Vossa Excelência Reverendíssima naquela data não aceitou, como sacerdote de vossa confiança, para que ele possa efetuar este consórcio de modo mais conveniente, sendo dele testemunhas Conselheiro Doutor Antonio Felix Martins, Doutor João Emílio Neves Gonzaga, irmão do suplicante. Espera receber mercê. Rio de Janeiro, 02 de fevereiro de 1860. José Basileu Neves Gonzaga na forma pedida e com autorização necessária. | ” |

O casamento aconteceu na igreja de São Gonçalo Garcia, à rua da Alfândega, hoje mais conhecida como igreja de São Jorge, em 6 de fevereiro de 1860, tendo como testemunhas o conselheiro doutor Antonio Felix Martins, o mesmo que serviu de testemunha ao batismo de Chiquinha, e o doutor João Emílio Neves Gonzaga, irmão do major e mais tarde testemunha, junto ao marquês de Caxias, da sobrinha Chiquinha.

### Casamento
Desde pequena, Chiquinha revelara temperamento firme, personalidade decidida e espírito inquieto e é provável que seus familiares alimentassem a ideia de que o casamento daria jeito na moça inquieta. Não se sabe quem escolheu o marido de Chiquinha, mas sabe-se que ela não teve qualquer participação na escolha. Jacinto Ribeiro do Amaral, nascido no Rio de Janeiro em 11 de setembro de 1839, era filho de Miguel Ribeiro do Amaral, português, e de Maria Isabel da Rosa Amaral, carioca, sendo oito anos mais velho que ela. Na ocasião do casamento, o pai do rapaz, comendador e proprietário de terras na Ilha do Governador, já era falecido.
A cerimônia ocorreu às cinco horas da tarde do dia 5 de novembro de 1863, com solenidade na Igreja de Sant'Ana, no centro do Rio de Janeiro. Chiquinha agora se chamava Francisca Edviges Gonzaga do Amaral. O dote de seu pai foi um piano. Chiquinha levava uma vida de conforto, cercada de escravos, mas a vida doméstica não lhe aprazia. Era apenas ao piano que Chiquinha se sentia confortável e Jacinto logo começou a exigir que ela deixasse a música de lado.
Aos 16 anos, Chiquinha tornou-se mãe. João Gualberto nasceu em 12 de julho de 1864 e foi batizado pelo bisavô materno, o brigadeiro Feliciano José Neves Gonzaga, e a avó paterna dona Maria Isabel da Rosa Amaral. No ano seguinte, em 12 de novembro de 1865, nasceu Maria do Patrocínio, batizada pelos avós maternos, José Basileu e Rosa. Para o desespero do marido, Chiquinha continuava sua dedicação ao piano, mesmo após o nascimento dos filhos, e as discussões eram constantes.

### Guerra do Paraguai

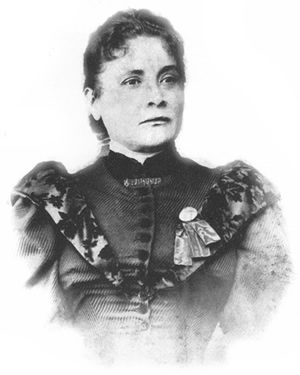
Chiquinha aos 47 anos, usando o broche com os primeiros compassos de sua valsa Valquiria, presenteado por colegas, e a medalha recebida pela oficialidade do navio francês Duquesne em 1894.

A Guerra do Paraguai eclodiu em 1864, mas apenas no ano seguinte o Brasil se envolveu. Sem contar com uma reserva regular de soldados, o governo passou a simpatizar com a ideia da alforria aos escravos. Senhores das províncias, ordens religiosas, comendadores e outros libertaram milhares de escravos que se tornaram "voluntários da pátria" e foram para o Paraguai.
Jacinto tornou-se coproprietário de um navio mercante, o São Paulo, e em junho de 1865 o navio foi fretado pelo governo para auxiliar no transporte. Como comandante da Marinha Mercante, Jacinto começou a realizar viagens ao sul. Na esperança de corrigir o comportamento de Chiquinha, ele decidiu levá-la em tais viagens, de maneira a afastá-la do piano. Em 1866, o São Paulo fez duas expedições para o acampamento do Passo da Pátria, na foz do rio Paraguai. Transportava parte do II Corpo do Exército, como armas, soldados e escravos, e também levava Chiquinha e seu filho João Gualberto.
José Basileu, então tenente-coronel, foi nomeado secretário do comando em chefe de todas as Forças brasileiras em operações e, a serviço do general Duque de Caxias (ainda marquês na época), comandante-chefe, embarcou também para a luta contra o governo do Paraguai. Rosa permaneceu no Rio de Janeiro a cuidar dos filhos e netos. Tendo-lhe nascido uma filha 14 dias após o nascimento da neta Maria, ela passou a amamentar as duas ao mesmo tempo.
Chiquinha testemunhou absurdos e cenas cruéis contra os negros alforriados. Era comum que nas tempestades o mar arrastasse os soldados nas embarcações rasas. As discussões com o marido eram frequentes e, pensando em amenizar a situação, Jacinto conseguiu um violão com alguém a bordo do São Paulo. Mesmo assim, ele relutava em ceder à intransigência da esposa e lhe deu um ultimato: a música ou ele.
| “ | Pois, senhor meu marido, eu não entendo a vida sem harmonia. | ” |

Não se sabe ao certo quantas viagens Chiquinha fez acompanhando Jacinto, mas sabe-se que ela retornou ao Rio de Janeiro, trazendo João Gualberto, bem antes do fim da guerra em 1 de março de 1870. A família recusou apoiá-la, inclusive sua mãe, que não tinha condições de decidir nada sem a presença de José Basileu. Todos aqueles a quem ela pediu ajuda lhe disseram para voltar e acompanhar o marido.
Nesta mesma época, Chiquinha foi homenageada pelo músico mais popular da cidade, o flautista Joaquim Callado, criador do choro e nacionalizador da música popular. Callado já era um compositor conhecido e apreciado em 1869, mas não tinha ainda publicado suas composições. A primeira música editada por ele foi a polca Querida por todos, dedicada a “Exma. Sra. D. Francisca H.N.G.”. A abreviação era uma forma de evitar a exposição pública de Chiquinha, ainda uma mulher casada.
A pressão da família era intensa para que retornasse para o marido. Chiquinha se manteve firme por um tempo, mas ao descobrir que estava grávida do terceiro filho, decidiu ceder e voltou para Jacinto. A reconciliação, porém, não durou muito. Hilário nasceu em janeiro de 1870, sendo batizado em março. Diferente dos dois primeiros filhos do casal, parecidos com o pai, Hilário era parecido com a mãe. Esse novo filho, entretanto, não mudou o comportamento de Jacinto e a situação conjugal declinou rapidamente e assim Chiquinha decidiu abandonar de vez o marido.

### Separação
A reação da parte de seus pais foi bastante rígida. Seu pai considerou Chiquinha morta e seu nome era impronunciável dentro de casa. Ela não teve autorização de criar os filhos. João Gualberto ficou com Jacinto, Maria foi criada pelos avós e Hilário foi morar com uma tia paterna. Chiquinha tinha 23 anos nesta época.
Não se sabe quando Chiquinha conheceu o engenheiro João Batista de Carvalho, amigo da família Gonzaga e frequentador da casa dos Amaral. Cogita-se que a paixão entre eles tenha surgido quando Chiquinha ainda vivia com Jacinto. O que se sabe é que eles tinham os mesmos interesses pela música e pela dança. Carvalhinho, como era conhecido na sociedade, era um homem jovem, apenas três anos mais velho que Chiquinha. A fim de evitar um escândalo na corte, Chiquinha partiu com ele para fora da cidade. A Estrada de Ferro Mogiana estava em construção e o casal se mudou para o interior de Minas Gerais, onde moravam em acampamentos e canteiros de obra.
A ferrovia foi inaugurada em 1875 e, com a finalização, o casal retornou ao Rio de Janeiro, onde se instalaram em um sobrado à rua do Conde d’Eu (atual Frei Caneca). Chiquinha estava grávida neste retorno e o casal passeava pelas ruas, visitava os amigos e salões da sociedade como se estivessem casados. Porém, Jacinto se sentiu afrontado e assim passou a condenar Chiquinha publicamente, recorrendo ao Tribunal Eclesiástico. Segundo a Constituição do Bispado, em caso de crime de adultério e no caso de abandono do lar estava autorizado o divórcio perpétuo, no sentido de separação de corpos, bens e habitação dos cônjuges.
Chiquinha foi intimada a comparecer à audiência conciliatória no Tribunal Eclesiástico, sob pena de revelia, mas não compareceu. Não se sabe se ela não se importava com a audiência ou se foi por estar grávida e ter que comparecer a um tribunal onde era acusada de adultério. O que se sabe é que alguns dias depois da audiência conciliatória à qual não compareceu, Chiquinha deu à luz Alice, que não foi batizada para evitar a prova do adultério tão perseguida por Jacinto.
Na ação, Jacinto apresentou cinco testemunhas a seu favor. Ele alegava ter tratado a esposa com estima e consideração, amando-a e respeitando-a, sem que lhe faltasse coisa alguma, além de atestar ter um exemplar comportamento, sendo bom pai e bom filho. Chiquinha não trouxe testemunhas, admitiu o abandono do lar mas não o adultério e desafiou Jacinto a apresentar a prova. Chiquinha ainda argumentou que sofria maus-tratos de Jacinto e precisou abandonar o lar e os filhos para poder viver em paz.
Alice não tinha ainda um ano quando Chiquinha deixou a casa de João Batista. A união, que terminou em 1876, parece ter acabado da parte dele, não dela, e dizem que Chiquinha nunca o esqueceu. Alice ficou aos cuidados do pai, que lhe escondeu o nome da mãe. A sentença do processo movido por Jacinto foi pronunciada em 12 de junho de 1877 e a considerou culpada de todas as acusações do marido.

## Carreira

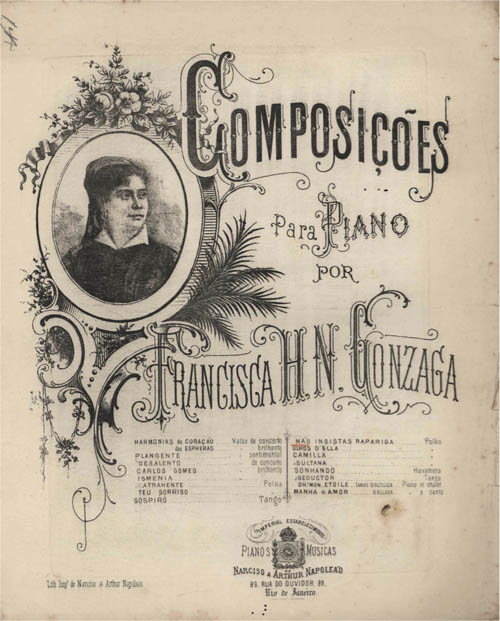
Capa de partitura de Francisca Gonzaga (Chiquinha Gonzaga) feita por Bordalo em 1877

A época em que Chiquinha fez sua estreia profissional no mundo artístico era de uma profunda transformação na sociedade carioca. A vida pública era de grande efervescência. Os esforços de guerra aumentaram a dívida externa do país, sobretudo com a Inglaterra, fornecedora de armas e capitais. Ideias abolicionistas e republicanas começaram a chegar às classes mais baixas da sociedade, principalmente aos negros alforriados. O café começou a perder sua importância nas exportações e se instaurou uma crise institucional.
Surgiram agremiações e associações artísticas, literárias, acadêmicas, políticas, cada uma advogando por suas próprias campanhas e por reformas. Discussões sobre a escravidão surgiram nas ruas e as leis do Ventre Livre (1871) e dos Sexagenários (1885) não satisfizeram as amplas parcelas da população empenhadas na causa. Surgiram clubes políticos, grêmios literários, associações recreativas, ligas abolicionistas, grupos de choro, sociedades carnavalescas, órgãos populares e distantes do aparelho de Estado.
Com tal ebulição social, surgiu a boemia, tanto literária quanto musical. A vida noturna na cidade eclodiu e surgiram músicos instrumentais de ritmo mais vibrante e de maior apelo popular, embalados pelos ritmos das camadas mais pobres da sociedade, o que repugnava a elite carioca. Chiquinha emergiu neste contexto, sozinha, sem pai, sem marido e, por último, sem amante. Instalou-se em uma casa de porta e janela na rua da Aurora (atual General Bruce), no bairro de São Cristóvão, e precisava achar um jeito de sobreviver.

### Parceria com Callado
Com a noite carioca precisando de profissionais, tocar em confeitarias e teatros era um caminho para muitos músicos. Com a fusão de gêneros musicais consagrados, como a polca com o africano lundu, surgiram novas oportunidades tanto de músicas quanto de dança. Mas foi com o surgimento do choro que as oportunidades para Chiquinha surgiram. Recorrendo ao amigo e admirador Joaquim Callado, Chiquinha pediu ajuda para conseguir alunos, mas logo se tornou compositora.
Em fevereiro de 1877, a polca Atraente foi publicada. A composição foi feita durante um choro na casa do compositor, professor e maestro Henrique Alves de Mesquita (1830-1906), à rua Formosa, atual General Caldwell, durante uma reunião informal que juntara os famosos músicos da época. Chiquinha sonhara com a melodia, mas seu trabalho como professora e pianista não lhe deixara tempo para escrever a música. Cantarolou e assobiou a música pelas ruas para que não lhe escapasse.
Ao chegar à casa do amigo, Chiquinha se dirigiu ao piano e aos poucos foi tirando a melodia até que ela cresceu, dominou e arrastou os músicos presentes: Callado e sua flauta considerada encantada, Ciríaco Cardoso (1846-1900), “o mágico do violino”, Patola, “general em chefe do oficleide”, Saturnino, flautista, e vários violões e cavaquinhos.
Como a atividade começou a atrair a atenção de curiosos e vizinhos, que se debruçavam das janelas para ouvir, a música ganhou o nome de Atraente e eles logo trataram de publicá-la. Rafael Bordalo Pinheiro desenhou a capa e a Viúva Canongia, editora de Callado, Mesquita e toda a turma, tratou da edição. O sucesso veio rápido, pois estavam às vésperas do Carnaval, e os amigos, executantes em bailes, trataram de divulgá-la.
O Choro Carioca, ou simplesmente Choro do Callado, começava também a ser requisitado para tocar eventualmente em casas com piano e assim faltava um pianista. Este precisava ser um bom executante e ao mesmo tempo identificar-se com aquela maneira nova de interpretar a música e deixar-se guiar pela orientação do flautista inovador. Chiquinha atendia a todas essas exigências e logo incorporou-se ao grupo. O pianista de choro era chamado de “pianeiro”, e Chiquinha foi a primeira pianeira e a primeira chorona do país. Tocava em bailes recebendo dez mil-réis por noite.
Além de tocar nas noites, era professora de piano, compondo suas próprias músicas em seu tempo livre. Logo, suas músicas se tornaram um grande sucesso, tanto que Atraente chegou à 15ª edição ainda em 1877, quando Chiquinha tinha 29 anos e seu nome corria pela cidade, nem sempre com comentários elogiosos. Chiquinha tentava não se intimidar e continuou compondo. Enquanto Atraente garantia edições sucessivas, ela lançava as valsas Desalento (março) e Harmonias do coração (maio), a polca Não insistas, rapariga! (julho) e o tango Sedutor (setembro). Este tango também foi um grande sucesso, com oito reedições.
Chiquinha era conhecida como uma mulher de má fama, metida em rodas boêmias, compositora de músicas indiscutivelmente saltitantes e com títulos atrevidos. Por mais que a sociedade carioca tivesse se tornado mais boêmia e provocadora, ainda não tinha abandonado os preconceitos típicos da época. Não era incomum que mulheres tocassem piano ou arriscassem suas composições, mas era sempre dentro de suas casas. Uma mulher divorciada fazer isso na noite carioca era uma afronta para alguns e o comportamento de Chiquinha foi severamente condenado.
O período entre 1877 e 1885, em que Chiquinha enfrentou grande hostilidade da sociedade, foi também o período em que conquistou respeito como maestrina. As rodas boêmias, que tantos a condenavam por frequentar, eram vistas como redes de intelectualidade, em um país com alarmantes índices de analfabetismo. Os encontros frequentes e as discussões intelectuais formaram um substituto para a família perdida de Chiquinha por muito tempo.
Lutando para sobreviver, Chiquinha também não tinha mais acesso aos luxos de sua vida de casada. Assim era obrigada a confeccionar seus próprios vestidos e, como não conseguia comprar os elaborados chapéus da moda, apenas cobria a cabeça com lenços de seda. Tal costume também levantava boatos sobre sua ousadia ao sair na rua sem seguir os ditames da moda da época. Além disso, ao ser vista andando na rua sozinha, tocando na noite para o lazer das classes mais baixas, ganhando a vida e se sustentando sozinha, Chiquinha era frequentemente julgada ao lado daqueles de vida errante, como bailarinas, cortesãs, artistas de circo e de teatro.
Seu sucesso também exasperava a família, principalmente seu pai, que a considerava morta desde que abandonara o marido. Basileu sentia que tinha um nome e um patrimônio a zelar, sendo ele um militar de carreira e herói de guerra. Quando Chiquinha contratou um garoto para vender suas músicas pela cidade, o nome Gonzaga se espalhou rapidamente. Muitas vezes o garoto voltava com a mercadoria danificada, pois pessoas da família de Chiquinha rasgavam suas composições quando o viam.
Em 1878, outra composição, a polca Sultana, foi sucesso de vendas. Isso no entanto não garantia sobrevivência a um músico e ela continuava a lecionar. No ano seguinte, deixou a editora da Viúva Canongia, onde publicara suas primeiras músicas, e no fim desse mesmo ano lançou a polca “Camila” pela editora de Arthur Napoleão e Miguez.
Callado morreu subitamente em 1880, aos 32 anos, devido a uma meningoencefalite e assim Chiquinha precisou encontrar outras maneiras de se sustentar. Ela então anunciou  no jornal aulas particulares de piano, canto, geografia, história e português. Por alguns anos, manteve-se na editora de Arthur Napoleão, pianista e compositor conceituado, onde aperfeiçoou seu conhecimento musical. Enquanto isso, seu sucesso nas ruas crescia.
| “ | Vivendo no Segundo Império e nos primeiros decênios da República, Francisca Gonzaga teve contra si a fase musical muito ingrata em que compôs; fase de transição, com suas habaneras, polcas, quadrilhas, tangos e maxixes, em que as características raciais ainda lutam muito com os elementos da importação. E, ainda mais que Ernesto Nazareth, ela representa essa fase. A gente surpreende nas suas obras os elementos dessa luta como em nenhum outro compositor nacional. Parece que a sua fragilidade feminina captou com maior aceitação e também maior agudeza o sentido dos muitos caminhos em que se extraviava a nossa música de então. | ” |

Um grande fator de popularização da música de Chiquinha Gonzaga consistiu no fato de ela trabalhar para teatro, um importante meio de divulgação da produção popular. Porém, a qualidade de suas primeiras composições levou alguns contemporâneos seus a duvidar de que ela fosse a autora. Chiquinha foi a expoente de um movimento de abrasileiramento musical cujo ápice chegou no fim do século XIX, com o triunfo da música popular tipicamente brasileira de caráter urbano, em detrimento de outras formas de música.

### Teatro
Pouco depois da morte de Callado chegou ao Rio de Janeiro Carlos Gomes. Os amigos de Callado decidiram organizar um evento em homenagem ao maestro brasileiro e verter a receita arrecadada para socorrer a viúva de Callado, que tinha morrido na pobreza. Chiquinha conheceu Carlos Gomes nesta época. Ainda dava aulas particulares, mas passava por muitas dificuldades, já que a venda de suas músicas ainda não era suficiente para seu sustento. Ainda que a aproximação de Carlos Gomes em nada tenha lhe ajudado, Chiquinha logo percebeu que o teatro era um caminho para sua popularização. Novas camadas sociais vinham frequentando os teatros em busca de gêneros musicados, diferente das classes mais abastadas que preferiam o lírico e o drama.
Seguindo as tendências parisienses, a opereta desembarcou no Brasil em 1859, com a fundação do Alcazar Lírico, trazida por franceses radicados na corte. O novo gênero triunfou rapidamente. Inicialmente, a opereta se popularizou por meio da tradução e adaptação de peças estrangeiras. Logo as músicas caíram no gosto do público, sendo cantaroladas e assobiadas pelas ruas. Essa popularidade atraiu Chiquinha Gonzaga.
Em 1880, Chiquinha criou seu próprio libreto e tentou musicá-lo. Autodidata, passou a compor para outros instrumentos, estudando através dos manuais elementares encontrados no mercado. Tratava-se de uma peça de costumes campestres em um ato e dois quadros, um libreto cujo tema básico era o ideal de amor não realizado. Deu a ele o título de Festa de São João e o manteve inédito.
Três anos depois, tentou musicar um libreto de Artur de Azevedo, Viagem ao Parnaso. Chegou a escrever quase toda a parte de piano e canto, mas interrompeu o trabalho diante da recusa de Artur, alegando não confiar numa mulher para executar tal tarefa. Só em 1885 ela conseguiu enfim estrear como maestrina, o que causou um embaraço em jornalistas, atores, empresários e o maestro diretor da orquestra, por ver uma mulher em um reduto típico de homens.
Desejando musicar um libreto já havia muitos anos, Chiquinha encontrou um parceiro no iniciante Palhares Ribeiro. Tratava-se de A corte na roça, um enredo limitado sobre costumes do interior do país. Ele foi entregue para ensaios ao Teatro Príncipe Imperial, dirigido pela companhia de Souza Bastos. O teatro, porém, vinha passando por dificuldades. Os empregados não tinham recebido seus salários, não tinha ninguém para dirigi-lo e o dono viajara para a Europa sem dar explicações. Assim a desordem e a má vontade imperavam, em especial quando Chiquinha aparecia para tentar ensaiar sua partitura.
A peça estreou depois de três meses, em 17 de janeiro de 1885, não sem antes passar pelo Conservatório Dramático, o órgão censor da época, que a respeitou, e pela polícia, que a alterou. O público foi pequeno, mas a peça foi bastante aplaudida no final. A dança final da peça não poderia ser representada e os atores não puderam atender aos pedidos de bis do público, pois a autoridade presente mandou baixar o pano.
A dança final que a polícia censurava era o maxixe. Ela começava a aparecer no teatro popular da época, sem indicação na partitura. Apesar da censura e das críticas ao desemprenho dos atores e ao próprio libreto, a música foi aplaudida e aclamada pelo público, que chamou Chiquinha ao palco. Era a primeira vez que uma opereta escrita por uma mulher era apresentada no Brasil.
Sabendo captar tão bem o gosto popular, Chiquinha em pouco tempo tornou-se a compositora mais requisitada para esse tipo de trabalho. A quantidade de maxixes que escreveu para cenas finais de peças populares fez dela a maior maxixeira do seu tempo, ainda que nunca usasse essa rubrica no momento de editar uma música. Chiquinha também contava com o apoio de jornalistas que publicavam críticas elogiosas. Um deles era Luiz de Castro.
Rapidamente Chiquinha se consagrava como importante autora de partitura teatral, sobretudo graças à identificação com o gosto popular. Em maio do mesmo ano, estreou sua segunda peça, A filha do Guedes. Desta vez ela conseguiu um libretista consagrado, o também jornalista Augusto de Castro. A peça foi um fiasco, mas a música foi bastante elogiada.
O ano de 1885 foi bastante agitado para Chiquinha. Em outubro ela apresentou seu primeiro concerto fora do Rio de Janeiro, o que não mais aconteceria. Era uma marcha inédita para piano, orquestra e banda, composta e dedicada à Academia de São Paulo. Chiquinha conseguiu uma maior estabilidade e respeito por seu trabalho. Seu talento já tinha sido comprovado e atestado pela imprensa e pelo público e sua popularidade não parava de crescer.
O teatro de revista começava a se firmar no gosto popular, com sucessos de bilheteria espantosos para a imprensa da época. Chiquinha estava presente neste momento de consolidação do teatro de revista no Rio de Janeiro, em 1886. No ano seguinte, musicou a peça O Zé Caipora, de Oscar Pederneiras.

### Política
A década de 1880 foi marcada por uma efervescência intelectual, artística e política mais acentuada que a da década anterior. Manifestações populares e revoltas se multiplicavam. A campanha pela abolição da escravidão avançava consideravelmente com base em decisiva mobilização popular e Chiquinha se envolveu na causa abolicionista. Vendendo suas partituras de porta em porta, Chiquinha levantou o dinheiro necessário para a alforria de um escravizado que conhecia, Zé Flauta.
Chiquinha também participava de outras maneiras, varrendo teatro, pregando cartazes, participando dos comícios e eventos, ouvindo discursos, usando sua fama para atrair apoiadores. Com a assinatura da abolição em 13 de maio de 1888, Chiquinha prestou uma homenagem à princesa Isabel, compondo um hino para coro e piano. Chiquinha também foi signatária da subscrição popular realizada para doar à regente a pena de ouro com que assinou a Lei Áurea.
Com o mesmo empenho com que se dedicou à abolição, Chiquinha também se dedicou à causa republicana. Em locais públicos era comum ela estar presente, fazendo campanha contra o regime do qual sua família, principalmente seu pai e seu ex-marido, eram representantes. Chiquinha era vista com frequência ao lado de Lopes Trovão, um dos homens mais populares da cidade e orador republicano.
Em janeiro de 1889, Chiquinha estava de novo participando de uma peça para o teatro de revista com partitura escrita exclusivamente por ela. A proclamação da república e o novo regime desanimaram muitos republicanos, entre eles Chiquinha Gonzaga, que na ocasião da Revolta da Armada escreveu uma cançoneta, chamada Aperte o botão, vista como irreverente pelo governo de Floriano Peixoto. Suas músicas foram apreendidas e Chiquinha recebeu ordem de prisão, mas seu parentesco com um importante membro do Exército garantiu sua liberdade.
O maestro Carlos Gomes visitou o Rio de Janeiro em julho, pouco antes da proclamação. Na época ele obteve do imperador uma promessa de montar a peça Lo schiavo nas comemorações da Independência. Mas os dias se passaram, a peça não foi montada e assim amigos se mobilizaram para ajudar a montagem da ópera. A princesa Isabel promoveu um concerto em 26 de agosto e Chiquinha organizou outro no dia 30. Chiquinha vinha tentando realizar um concerto desde julho e, diante da campanha de ajuda a Carlos Gomes, ela resolveu adiar e modificar seu programa para homenageá-lo. A imprensa passou dois meses fazendo chamadas constantes sobre o evento, afirmando que suas majestades imperiais estariam presentes.
Não se sabe se eles compareceram, mas o programa incluía várias homenagens a Carlos Gomes, com participação de profissionais, amadores, discípulos de Chiquinha e artistas do teatro. O programa abria com a sinfonia de O Guarani para grande orquestra, continuava com diversas composições suas, inclusive uma gavota para instrumentos de arco com o título Io t’amo, e terminava com uma novidade para esse tipo de concerto e de palco: a música Caramuru, fado brasileiro, dançado e cantado a caráter, executado por violões, violas e pandeiros tocados por diversos amadores.
Isso era inusitado, pois mesmo os teatros de revista não costumavam abrir espaço para o instrumental popular. As orquestras das companhias de operetas e revistas usavam sempre instrumentos mais nobres. Ainda que o violão não desse mais cadeia, era ainda visto com desprezo por parte da população e até de alguns músicos. Chiquinha também executou ao piano e regeu, de sua autoria, a grande valsa para orquestra intitulada Carlos Gomes, dedicada ao próprio. Carlos Gomes lhe presenteou com uma foto autografada que Chiquinha manteve sobre seu piano até a morte. Mais do que isso, o reconhecimento do maestro atenuava o desprezo que os músicos eruditos tinham por sua música, bem como os conservadores.

### Família
Nesta época, José Basileu adoeceu. Pouco antes da proclamação da República, Basileu foi exonerado como chefe de seção da repartição do quartel-general e logo depois reformado compulsoriamente no posto de marechal de campo já na República. Chiquinha soube que seu pai estava doente por seu irmão Juca, que seguira carreira diplomática e abandonara a mulher por uma inglesa, com quem vivia quase todo o tempo no exterior.
Chiquinha sempre quis se reconciliar com o pai e esperava que no leito de morte talvez ele a perdoasse. Junto do irmão, ela foi até a casa do pai e ficou na calçada, esperando a permissão para entrar. Juca avisou José Basileu que Chiquinha aguardava para tomar a bênção e se despedir. Mas, ressentido, Basileu disse que sua filha Chiquinha estava morta havia muito tempo.
Em 20 de agosto de 1891, Chiquinha acompanhou de longe o cortejo fúnebre de seu pai até o Cemitério do Catumbi, esperando pelo sepultamento do lado de fora, sem ter contato com a família. Algum tempo depois da morte de Basileu, Chiquinha conseguiu se reaproximar de Rosa, sua mãe.
Aos 42 anos, Chiquinha tornou-se avó. João Gualberto, filho com quem mantinha contato frequente, casou-se em 14 de junho de 1890 com a jovem Rita de Andrade Paim, a quem chamavam de Ritoca. Desta união nasceram Valquíria e Iara, que teceram os nomes das valsas mais famosas de Chiquinha. Entretanto, Gualberto abandonou a família quando as crianças tinham seis ou sete anos. Apenas depois souberam que ele estava residindo em São Paulo, onde formou nova família.
Hilário se casou pouco tempo depois do irmão, em 21 de novembro de 1894, com Cândida de Andrade Paim. Chegou a morar com a mãe por um tempo, mas os dois se desentenderam e ele saiu de casa.

### Ó Abre Alas
Com a proibição do entrudo, em 1853, pelo chefe de polícia, o Carnaval tal como se conhece hoje começou a tomar forma. Mas a festividade não envolvia nem ritmo, nem melodia. Também não havia música. O país cantava uma paródia à opereta de Offenbach, chamada O Zé Pereira, que começou a ser tocada em seções. Porém, perto do fim do século, o que era popular nas ruas durante o Carnaval era o cordão. Surgido na década de 1880, tornou-se um fenômeno e no começo do século XX já existiam mais de 200 cordões entre a Urca e o Caju.
Os cordões não tinham músicas próprias. Dançava-se nas ruas ao som de cantigas de roda, hinos patrióticos, canções folclóricas, trechos de óperas, árias de operetas, fados lirós, quadrinhas musicadas na hora e até marchas fúnebres. Em algum momento perto do fim do século, os cordões passaram a entoar algumas canções, muitas vezes de improviso, e era comum eles utilizarem a marcha, com versos que pediam para abrir alas e apresentando o nome do cordão que estava passando.

No começo de 1899, Chiquinha morava no Andaraí, onde o cordão Rosa de Ouro tinha a sua sede. Em uma tarde, enquanto o cordão ensaiava, Chiquinha se sentou ao piano e compôs uma música inspirada no cordão. A atitude pode parecer banal, mas na época não tinha ocorrido a nenhum outro compositor. Surgiu assim Ó Abre Alas, a primeira canção carnavalesca brasileira, que nascia como marcha-rancho.
Ó abre alas!

Que eu quero passar (bis)

Eu sou da lira

Não posso negar (bis)

Ó abre alas!

Que eu quero passar (bis)

Rosa de Ouro

É que vai ganhar (bis)
A música confirmava o Carnaval como festa popular e como música urbana. Diante do vasto acervo de composições de Chiquinha, Ó abre alas é a mais despretensiosa, porém a que melhor define seu talento e capacidade de destacar a originalidade de uma festa popular e atestar sua nacionalidade. Mais do que isso, ela criou a a canção carnavalesca, que só vinte anos mais tarde se firmaria a prática da música de Carnaval.
Ó abre alas ficou sendo de uso privativo do pessoal do cordão durante algum tempo. Em 1904, Chiquinha recolheu o manuscrito da marchinha e adaptou-a para inclusão numa peça teatral como “maxixe de cordão”. Em janeiro desse ano, o Teatro Apolo montou uma peça de costumes cariocas de Batista Coelho, intitulada Não venhas!, uma paródia ao drama Quo Vadis?, com música da maestrina. O Jornal do Commercio do dia 8 de janeiro destacava a presença de um “cordão carnavalesco fantasiado em cena! Um grande maxixe no cordão!”. Era Ó abre alas.

### Romance com João Batista
Em 1899, aos 52 anos, Chiquinha Gonzaga já era um nome famoso e estabelecido na música carioca. A convite de José Vasco Ramalho Ortigão, presidente do Clube Euterpe, Chiquinha tornou-se sócia honorária da agremiação. Frequentada por jovens interessados em música, o clube organizava concertos e soirées literomusicais, além de oferecer cursos de diversos instrumentos. Foi neste lugar que Chiquinha conheceu João Batista Fernandes Lage, de 16 anos.
Como diretora de concertos da agremiação, João Batista foi colocado à sua disposição na qualidade de diretor de harmonia, para juntos organizarem um grande concerto. Os dois trocavam composições, fotos, e Chiquinha chegou a lhe dedicar duas músicas: a valsa Valquíria e o fado português Desejos.
Mantendo uma vida muito privada e resguardada, Chiquinha não mantinha empregados nem para seu serviço doméstico. Dois anos depois, Chiquinha e João Batista partiram para a Europa e ela o apresentou como seu filho. De volta ao Brasil, passaram a viver juntos. O fato causou estranheza em muita gente, mas ninguém ousou questionar o surgimento súbito de um filho. A solução acobertava seu relacionamento com um rapaz tão novo, o que causaria um escândalo para os padrões morais da época.
João Batista nasceu em 24 de junho de 1883 nas proximidades de Braga, em Portugal e conservou um leve sotaque português ao longo da vida. Chegou ao Rio de Janeiro ainda criança, onde já morava seu irmão mais velho, Francisco Fernandes Lage, comerciante de uniformes militares com loja na rua Larga n°7 (a atual rua Marechal Floriano). Começou a trabalhar muito novo, aos 11 anos, sem ter tido tempo de ir à escola.
Entre 1902 e 1909, ele a acompanhou em viagens à Europa, e passaram uma temporada de três anos morando em Lisboa. Depois de um trabalho temporário no censo, em 1910, empregou-se na Casa Edison, onde foi gerente do Setor de Gravação e onde permaneceu até fundar uma fábrica de discos para gramofones, em 1920. Com a marca "Disco Popular" e instalada num galpão nos fundos da residência do casal, no Engenho Novo, a fábrica sobreviveu por dois anos apenas, mas lançou o cantor Francisco Alves e boa parte da produção de Sinhô. Joãozinho tornou-se então funcionário da Sociedade Brasileira de Autores Teatrais e ali envelheceu, falecendo em 1961.
Conhecido como Gonzaga, ele só adquiriu legalmente esse sobrenome em 1937, quando obteve um registro em cartório como filho legítimo de Francisca Edviges Neves Gonzaga e Jacinto Ribeiro do Amaral. Aqueles que conheceram o casal notavam a ternura e dedicação entre os dois. Ele também foi o responsável por manter o acervo de Chiquinha Gonzaga a salvo.

### Ida a Portugal
Em abril de 1904, Chiquinha, acompanhada de Joãozinho, embarcou no vapor Amazonas com destino a Portugal. Era a sua segunda viagem ao país, para turismo e descanso, tendo ficado alguns meses em Lisboa. Nesta época queixava-se da saúde. O casal retornou ao Brasil e em 1906 estava de volta a Portugal, agora para uma permanência mais longa. Instalou-se no bairro de Benfica, mas ainda não estava a trabalho. É provável que sua intenção fosse se afastar dos familiares, principalmente as filhas, que só a procuravam quando precisavam de dinheiro.
Os dois frequentavam a Igreja de Nossa Senhora do Amparo com frequência e, a pedido do prior, Chiquinha começou a tocar órgãos aos domingos para acompanhar a missa do meio-dia. Pouco depois, começou a tocar também na missa da manhã. De início, Chiquinha descansou, fez passeios e visitas aos membros da família de João Batista na capital, mas aos poucos começou a participar mais ativamente da vida cultural de Lisboa. Em 1907, já oferecia músicas para integrar concertos e começou a escrever a instrumentação de uma peça.
Sua primeira colaboração teatral foi a inclusão de um maxixe na “revista animatógrafa” Salão do Tesouro Velho, de André Brun, considerado “um famoso ironizador dos costumes alfacinhas”. Sem título, pois o programa registra apenas “Maxixe”, ele foi cantado pela atriz portuguesa Hermínia Adelaide. Pouco depois, escreveu uma partitura completa para uma revista de A Batota.
Durante a temporada de inverno, a companhia do Teatro Águia Ouro do Porto se revezou com a do Teatro Avenida de Lisboa quando esta montou duas peças musicadas por Chiquinha para apresentação naquela cidade. A primeira era uma ópera cômica, As três graças, de Augusto de Castro, e a segunda, que tivera estreia antes no Teatro Avenida de Lisboa, foi, dentre todas, a que trouxe maior sucesso para a maestrina na capital portuguesa, A bota do diabo, com texto do carioca Avelino de Andrade, com quem Chiquinha viria a colaborar mais tarde em duas outras peças, já no Rio de Janeiro.
Em 1908, Chiquinha participou de atividades beneficentes em favor de crianças vitimadas por um terremoto em Ribatejo, escrevendo uma marcha para banda intitulada O século, dedicada ao jornal de mesmo nome que liderava a campanha, oferecendo a música para ser vendida em favor das vítimas. Seu trabalho ganhou mais reconhecimento em Portugal, tanto que um concerto foi realizado em abril de 1909 na sala da Ilustração Portuguesa, local mais elegante da cidade para audições do gênero música de câmara. Sua romanza chamada Não sonhes, para canto e harpa, foi muito aplaudida e comentada.
Durante todo o ano de 1908 e até maio do ano seguinte, quando retornou em definitivo ao Brasil, Chiquinha participou da vida cultural da cidade colaborando em diversas atividades. O retorno ao Brasil porém foi súbito. Não se sabe o motivo, talvez financeiro, já que a sua produção musical ainda não lhe garantira prosperidade financeira.
Chiquinha foi convidada pela amiga Nair de Tefé para alguns saraus no Palácio do Catete, a então morada presidencial, mesmo sob a contrariedade imposta pela família da primeira-dama. Em 1914, no palácio presidencial, o recital de lançamento do Corta Jaca, maxixe composto por Chiquinha, escandalizou a imprensa e a burguesia, pois a própria primeira-dama do país acompanhou a maestrina no violão. Foram feitas críticas ao governo e retumbantes comentários sobre os "escândalos" no palácio, pela promoção e divulgação de músicas com origens em danças vulgares. O ato de levar para o Palácio do Governo a música popular brasileira foi considerado, na época, uma quebra de protocolo. Após o término do mandato presidencial, Hermes da Fonseca e Nair de Tefé mudaram-se para a França, onde permaneceram por um bom tempo, perdendo contato com Chiquinha.

### Luta pelos direitos autorais
Chiquinha Gonzaga liderou a campanha pela defesa dos direitos autorais e tomou a iniciativa de criação da primeira entidade de classe. Assim que surgiram os meios mecânicos de reprodução musical, a questão envolvendo os direitos dos artistas começou a ser discutida. Assim, em 1917 foi fundada a Sociedade Brasileira de Autores Teatrais (Sbat), pioneira na defesa dos direitos autorais de teatrólogos e compositores musicais. Chiquinha vira pessoas se apropriarem de canções suas sem ter o respaldo da lei para poder se proteger.
A ideia ocorreu a Chiquinha ainda no começo do século XX. Por volta de 1903, Chiquinha andava por Berlim e entrou em uma loja de música. Ao folhear alguns exemplares encontrou composições suas editadas em Berlim, sem seu conhecimento. Chiquinha descobriu que o empresário Fred Figner tinha autorizado a reprodução. Figner era dono da Casa Edison, concorrente da Casa Buschmann & Guimarães, onde trabalhava João Batista. Foi ele quem conversou com Figner para resolver a situação dos direitos do autor, na época protegido pela lei número 496, de 1898, que regulava o assunto.
Figner tentou apelar ao patrão de João Batista para tentar resolver a questão sem pagar nada, mas Joãozinho mandava na Casa Buschmann e o obrigou a pagar 15 contos de réis pelas músicas editadas sem autorização. O dono da Casa Buschmann receberia outros 15 contos das mãos de Figner, graças à intervenção do Gonzaga em defesa do repertório de propriedade de Buschmann & Guimarães, usado por Figner sem autorização.

## Últimos anos

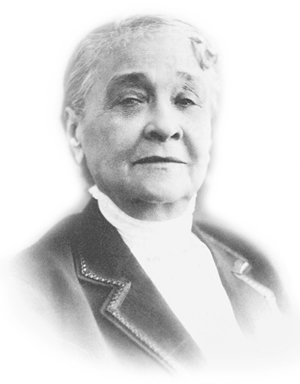
Chiquinha Gonzaga aos 78 anos

Em seus últimos anos, alguns de seus filhos tentaram se aproximar. O único com quem Chiquinha mantinha um relacionamento mais próximos era João Gualberto, que vivia em São Paulo, onde estabelecera família com a jovem imigrante polonesa Vitalina Melinsky. Com ela tivera uma filha, Walda, nascida em 17 de janeiro de 1925. Em São Paulo, Gualberto tivera diversas ocupações, de classificador de café a corretor. Mantinha contato frequente com a mãe, que costumava viajar de trem para visitá-lo. Dos filhos, era o único que aceitava bem João Batista.
Hilário vivia afastado da mãe e dos irmãos. Não tivera instrução e sobrevivia como sapateiro instalado em uma porta de aluguel no Méier morando com o pai, Jacinto, que perdeu a fortuna duas vezes. Jacinto terminou tendo o enterro pago por Chiquinha.
Depois de se casar, Alice foi morar no interior do Rio Grande do Sul, na cidade de Alegrete, onde nasceram seus cinco filhos. Aos 28 anos, Alice ficou viúva, sozinha e sem saber como tomar conta dos negócios do marido, Israel, que lhe deixara uma loja, que logo passou para seu cunhado. Pouco tempo depois, ele decretou falência e Alice se viu sem nada. Lembrando-se da mãe ilustre, foi ao seu encontro no Rio de Janeiro e esperava contar com ela para criar seus filhos. Chiquinha, porém, se recusou a ajudá-la e Alice recorreu a uma tia paterna, na casa de quem se estabeleceu com os filhos. Seu pai, João Batista de Carvalho, acabou pobre e também terminou na casa da irmã.
Maria se casou tarde para os padrões da época, aos 26 anos. Depois de ter o primeiro noivado rompido por causa do trabalho da mãe, Maria viveu no conforto, teve três filhas, mas viu a família perder toda a fortuna no jogo. Aos 38 anos ficou viúva e pobre. Precisando criar as filhas e se recusando a morar na Zona Norte da cidade, recorreu à mãe, mas Chiquinha se recusou a ajudá-la.
Com exceção de João Gualberto, os outros tinham antipatia por Joãozinho e começaram a suspeitar do relacionamento dos dois. Joãozinho cuidava das finanças e da vida profissional de Chiquinha e sua recusa em ajudar as filhas as levou a questionar se não seria Joãozinho por trás maquinando contra elas.
Em 1933, aos 85 anos, Chiquinha escreveu sua última partitura para os palcos, a opereta Maria, com libreto de Viriato Corrêa.

### Morte

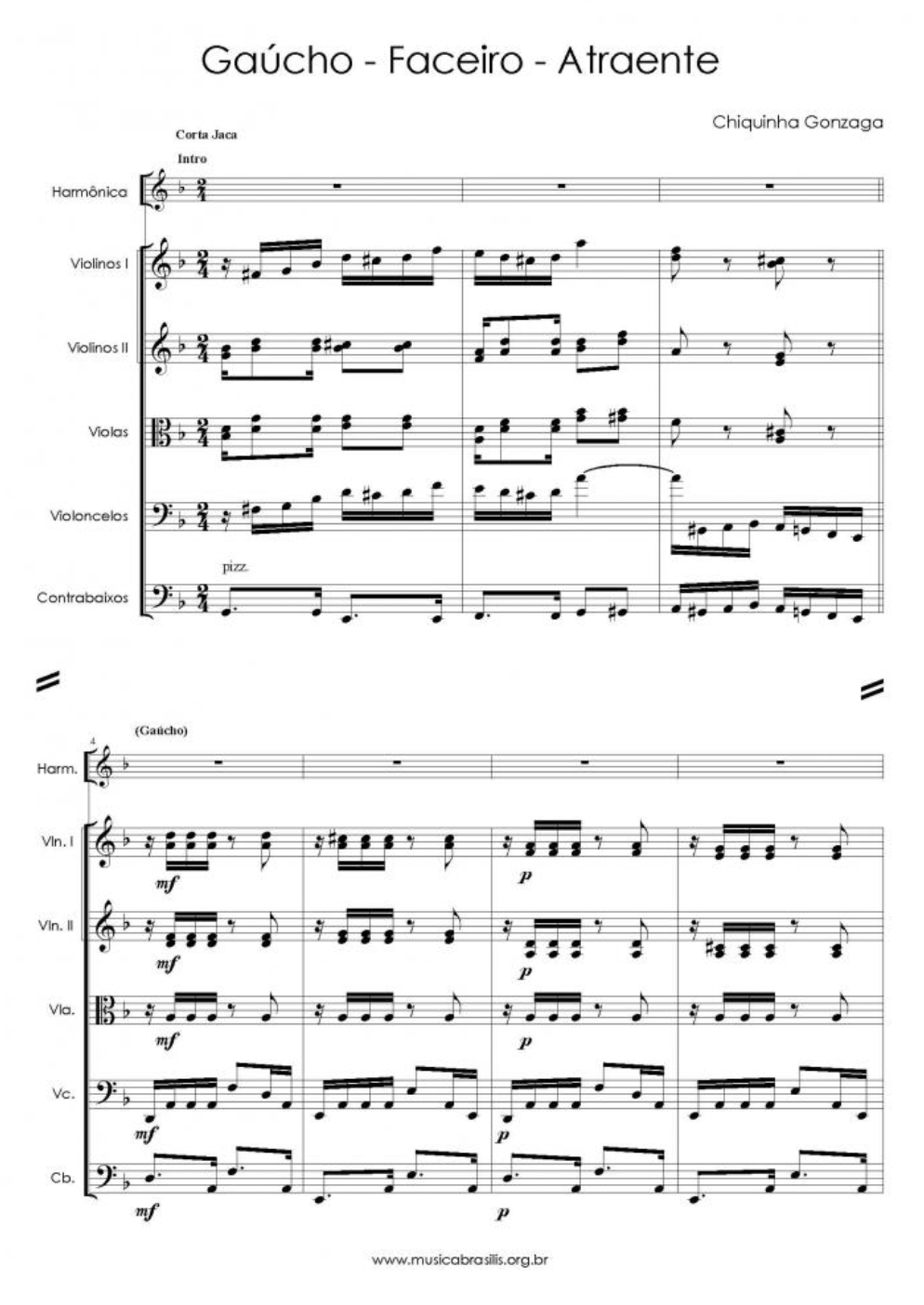
Gaúcho (Chiquinha Gonzaga) - 1a página - Partitura completa disponível no portal [https://musicabrasilis.org.br/partituras/chiquinha-gonzaga-gaucho Musica Brasilis

Às seis da tarde de 28 de fevereiro de 1935, antevéspera do Carnaval, Chiquinha Gonzaga morreu, aos 87 anos. Ela foi sepultada no Cemitério do Catumbi.

## Representações na mídia
Chiquinha Gonzaga já foi retratada como personagem no cinema, na televisão e no teatro. Dirigida por Jayme Monjardim, na minissérie Chiquinha Gonzaga (1999), na TV Globo, foi interpretada por Regina Duarte e Gabriela Duarte. No cinema, foi interpretada por Bete Mendes, no filme "Brasília 18%" (2006), dirigido por Nelson Pereira dos Santos, e por Malu Galli, no filme O Xangô de Baker Sreet, baseado no livro homônimo de Jô Soares.
No teatro, foi homenageada na peça Ô Abre Alas, escrita por Maria Adelaide Amaral sob encomenda do Teatro Popular do SESI de São Paulo e cuja montagem ocorreu em 1983, com direção de Osmar Rodrigues da Cruz, cenografia de Flávio Império e tendo a atriz Regina Braga no papel principal. A peça e a montagem de São Paulo arrebataram vários prêmios:
- Molière (1983): melhor autora para Maria Adelaide Amaral[19] e melhor atriz para Regina Braga;
- Associação Paulista de Críticos de Artes APCA (1983): melhor atriz para Regina Braga, melhor cenografia e figurinos para Flávio Império, melhor direção musical para Oswaldo Sperandio e grande prêmio da crítica para Osmar Rodrigues Cruz;[19]
- Instituto Nacional de Artes Cênicas Inacen: um dos cinco melhores espetáculos do ano;[19]

A segunda montagem da peça ocorreu em 1998 no Rio de Janeiro, em comemoração dos 150 anos de nascimento de Chiquinha Gonzaga, com encenação de Charles Möeller e direção musical de Claudio Botelho, tendo Rosamaria Murtinho no papel principal. Em São Paulo, essa segunda montagem, que retrata a vida da compositora dos 13 aos 87 anos, ficou em cartaz em 1999.
A compositora também foi homenageada no carnaval carioca, no ano de 1985, com o enredo Abram alas que eu quero passar pela escola de samba Mangueira, que obteve a sétima colocação, e em 1997, com enredo Eu Sou Da Lira, Não Posso Negar... pela Imperatriz Leopoldinense. A atriz Rosamaria Murtinho, que vivia a artista no teatro, representou-a no desfile; a escola obteve a sexta colocação.

## Medalha
A Medalha de Reconhecimento Chiquinha Gonzaga, criada através do Projeto de Resolução 14/1999 pela Câmara Municipal do Rio de Janeiro, é conferida a mulheres que militam em prol das causas democráticas, humanitárias, artísticas e culturais no âmbito da União, Estados e Municípios.